# Холлендер, Феликс
Феликс Холлендер (нем. Felix Hollaender; 1867—1931) — немецкий писатель, критик, драматург и режиссёр.

## Биография
Феликс Холлендер родился 1 ноября 1867 года в городе Глубчице. Он провел свою юность в Берлине, где также получил образование.
В первом его романе: «Jesus und Judas» (1890) выведен любопытный тип неудачного общественного деятеля и с несомненным талантом изображена немецкая интеллигенция, с её партиями и кружками.
Следующие романы Ф. Холлендера: «Magdalene Dornis» и «Frau Ellin Röte» заключают в себе интересную разработку женских характеров. Большой известностью пользовался его роман «Der Weg des Thomas Truck», в котором очерчены разнообразные общественные, а также философские и религиозные течения в современной немецкой жизни.
Идеализм, разбивающийся в борьбе с реальной действительностью, изображенной метко и зло — основная тема всех романов Феликса Холлендера. После «Истории Томаса Трука» появился роман «Der Baumeister», показывающий в ироническом тоне, что нужно для удачного «строительства в жизни». Изображение делового Берлина хорошо, но чрезмерная сентиментальная идеализация добродетельных персонажей портит до некоторой степени впечатление. Переводы «Истории Томаса Трука» и «Строителя» были напечатаны в «Вестнике Европы». Он написал также (в сотрудничестве с Лотаром Шмидтом) драму «Акерман», сильную в сценическом смысле по центральной фигуре трагического скупца, погибающего жертвой своей страсти.
Феликс Холлендер умер 29 мая 1931 года в городе Берлине.
Его брат Густав и племянник Фридрих — сделали себе имя как музыканты и композиторы.

## Избранная библиография
Романы
- Unser Haus. Roman. 1911.
- Jesus und Judas. Roman. 1891.
- Magdalena Dornis. Roman. 1892.
- Das letzte Glück. Roman. 1900.
- Der Weg des Thomas Truck. Roman. 1902.

Драмы
- Die heilige Ehe. 1892.
- Katzengold. Schauspiel. 1890.
- Ackermann. Tragikomödie. 1903.

Либретто
- Die fromme Helene.